# آرگاواند، آرارات
آرگاواند (به ارمنی: Արգավանդ) یک شهر در ارمنستان است که در استان آرارات واقع شده‌است.  در  کیلومتری شمال آرتاشات، مرکز استان آرارات واقع شده است.

## خصوصیات
آرگاواند ۲٬۲۲۳ نفر جمعیت دارد و ۹۰۲ متر بالاتر از سطح دریا واقع شده‌است.  